# Giochi scolastici
I giochi scolastici sono tutti quei giochi che vengono praticati nelle scuole materne e nelle scuole elementari dagli alunni, con il comando di un insegnante. I vari giochi spesso possono sembrare banali ma bisogna considerare che sono adatti ai bambini e quindi di loro gradimento. Nelle scuole elementari vengono praticati quando resta del tempo, spesso alla fine della giornata, per premiare gli alunni quando hanno tenuto una buona condotta; nelle scuole materne, invece, sono molto più frequenti nell'arco della giornata in quanto lo scopo istruttivo, in relazione all'età, è decisamente maggiore. Questi giochi infatti hanno spesso uno scopo istruttivo (come filastrocche per imparare la pronuncia, o le tabelline ecc.) oppure ginnico (giochi-sport, spesso praticati durante le ore di attività motoria) piuttosto che passatempo o tornei (spesso organizzati fra più scuole).

## Elenco dei principali giochi scolastici
- Monetina passatempo
- Gioco del silenzio (o gioco del gessetto) passatempo
- Gioco del sacco pieno e sacco vuoto gioco-sport
- Gioco dei tappi torneo
- Regina reginella passatempo